# Georgiens historia

Kartlis Tskovreba "Livet i Kartli" eller Georgiska krönikan är en sammanställning av texter som berättar om Georgiens tidiga historia. Texten finns i två versioner. Den äldre kallas Drottning Annas Kodex och sammanställdes på 1400-talet. Den yngre (här) kallas Drottning Mariams Kodex och sammanställdes på 1600-talet. Texterna som kompilerats är ursprungligen skrivna mellan ca år 800 och 1350 e.Kr. Leonti Mroveli (1000-talet) tillskrivs en del av arbetet.

Den här artikeln behandlar Georgiens historia (georgiska: საქართველოს ისტორია Sakartvelos ist'oria). Östra Georgien har ofta under sin historia varit tätt sammanlänkat med det Persiska riket och de tillämpade en form av zoroastrism innan de blev kristna. Västra Georgien har istället ofta varit knutet till Grekland, Rom och framför allt Bysans. De arabiska kalifaten (ummayader / abbasider) och seldjukerna har också spelat en viss roll. Senare i Historien är Georgien tätt sammanlänkat med Ryssland. Landet har oftast varit splittrat i mindre furstendömen som t.ex. Kakhetien, Kartlien och Imeretien. Mitt i landet löper en bergskedja (Likhibergen) i nord-sydlig riktning som effektivt bidragit till att östra och västra Georgien haft ganska olika historia. Mellan ca 1100 och 1220 infaller Georgiens guldålder.

## Förhistorien

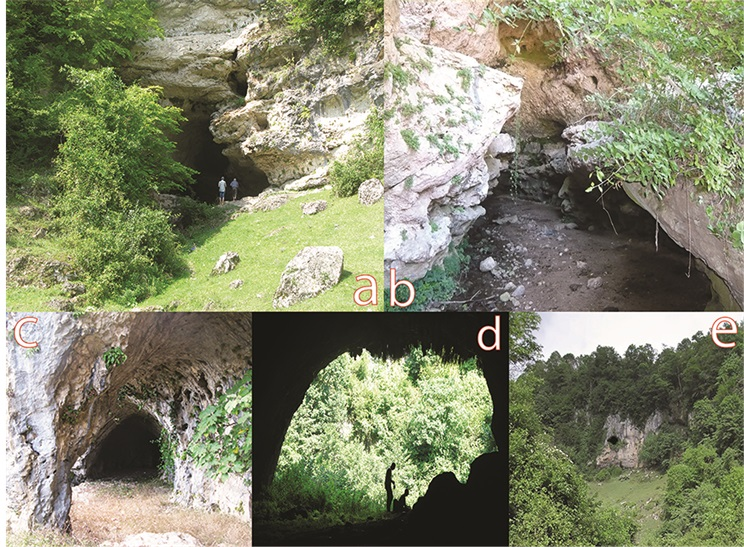
Paleolitiska bosättningar i grottor i Imeretien. Dzudzuana är grottan markerad med d.

De äldsta spåren av mänsklig verksamhet i det som idag är Georgien går tillbaka 1,8 miljoner år. Det var år 2001 som en sensationell upptäckt gjordes utanför det lilla samhället Dmanisi. Då hittade arkeologer bl.a. tre kranier som visade sig vara extremt gamla. Kvarlevorna har fått namnet "Dmanisimänniskan" eller Homo georgicus. Det är sannolikt en variant av Homo erectus.
300 000 f.Kr. levde Neandertal-människor i Azykh, Karabach (Armenien) enligt arkeologiska fynd. Från 200 000 f.Kr. finns spår av kontinuerlig bosättning av neandertalare i området.
32 000 f.Kr. levde Homo sapiens i grottor i Imeretien och de använde lintråd. Forskare har hittat de äldsta kända fibrerna gjorda av människor i en grotta som kallas Dzudzuana. Textilen var gjord av lin och några av fibrerna var dessutom färgade. Ännu äldre paleolitiska bosättningar (ca 50 000 f.Kr.) har hittats på ett flertal platser i Södra Kaukasus.

## Forntiden

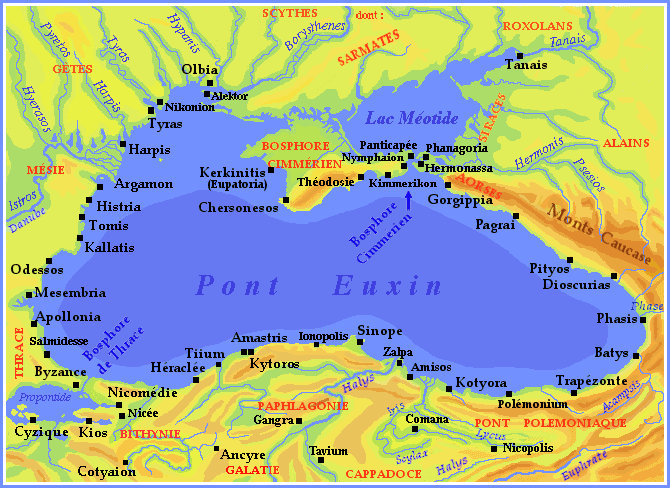
Grekiska kolonier kring svarta havet under antiken.

Neolitikum började tidigt i området, kanske under 7000-talet f.Kr. Fynd av stenredskap tyder på att en jordbruksekonomi växer fram vid denna tid. Runt 6000 f.Kr. börjar man odla och tillverka vin, det är under en tid som av arkeologerna kallas Shulaveri-Shomu (6000–4000 f.Kr.). Den kulturen avlöses av Kura-Araxes (4000–2000 f.Kr.), som i sin tur efterträds av Traleti-Vanadzor. Ett av de första folken i området man bekräftat är hurriterna från cirka 2200 f.Kr. Från ca 2000 f.Kr. är utvecklingen av städer bekräftad. Grekerna kallade området för Colchis, först känt i grekiska legender och bekräftat från 1300 f.Kr. Området var då bebott av ett antal, förmodligen, kartveliska stammar. En av de viktigare platserna i Colchis var staden Vani. Från ca 600 f.Kr. fanns grekiska stadskolonier längs kusterna i Svarta havet. Bland dem Pityous (dagens Pitsunda), Dioscurias (Suchumi) och Bathys (Batumi). Det är i Colchis som historien om Gyllene skinnet utspelar sig och Medea var således georgiska. Jason och hans argonauter är därmed också kopplade till Georgien. Dessutom utspelar sig berättelsen om Prometheus i bergen vid Kazbek.

## Antiken

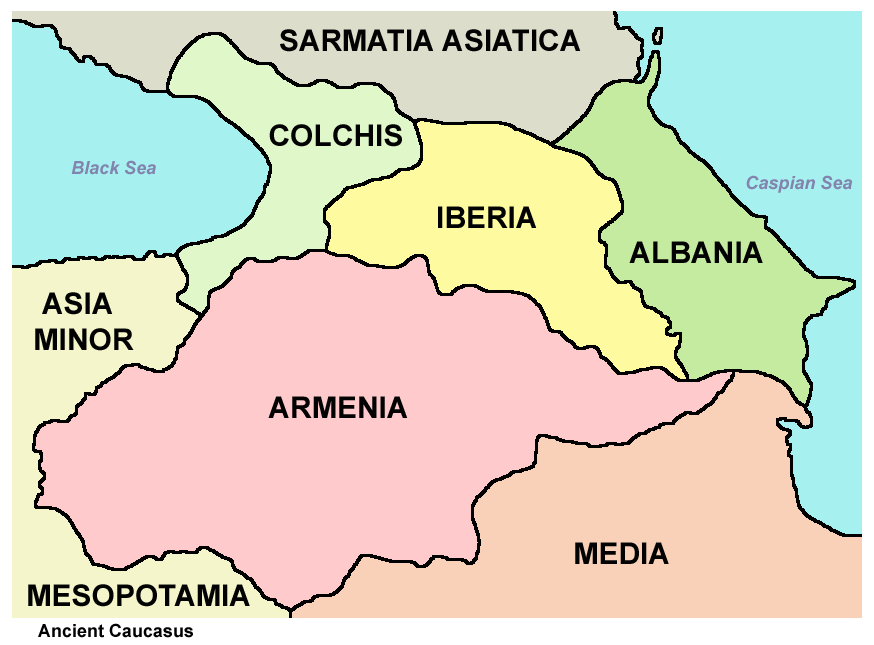
Här ser man bl.a. utbredningen av det som ofta kallas "Storarmenien" vilket föregicks av statsbildningen Urartu. Georgien är här uppdelat i den östra delen (Iberia) och den västra delen (Colchis). Media avser ett område och en period i Irans historia.

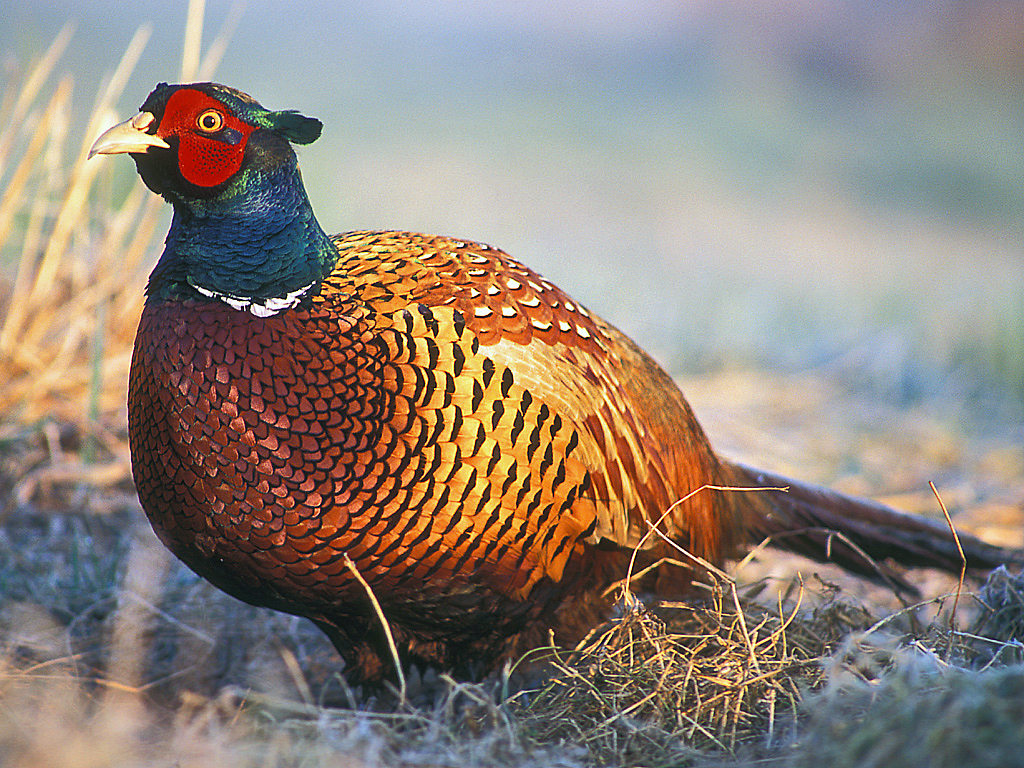
Den mest kända georgiska invandraren i Sverige, Phasanius colchicus. Fågeln har fått sitt namn från floden Phasis (idag Rioni) och den grekiska kolonin Colchis. Phasis är också det antika grekiska namnet på hamnstaden Poti.

Kungadömet Kolchis splittrades cirka 300 f.Kr., och 101 f.Kr. omnämns området som en provins under det antika kungadömet Pontos i nuvarande östra Turkiet. Colchis återupprättades igen som ett grekiskt kungadöme år 20 f.Kr. och upplevde en viss blomstring särskilt under sin drottning Pythodoris (d. år 23 e.Kr). År 38 placerades en släkting till Pythodoris som romersk marionett i västra Georgien. Som romersk provins hade området namnet Lazica. Under kejsar Hadrianus (117–138) blev Batumi en romersk hamn och befästning. År 265 kom en persisk dynasti på tronen i öster och på 280-tal ytterligare en. Landets östra delar blev ännu mer orienterat mot Persien. På 330-talet inträdde en stor förändring i landets historia då Georgien kristnas genom mission av Sankta Nino. Kyrkan blev autokefal, skiljd från Antiokia, runt 460 och har alltid varit självständig och oberoende av både Konstantinopel och Rom, även om samarbete med de andra ortodoxa kyrkorna är regel.  

## Medeltiden och tidigmodern tid

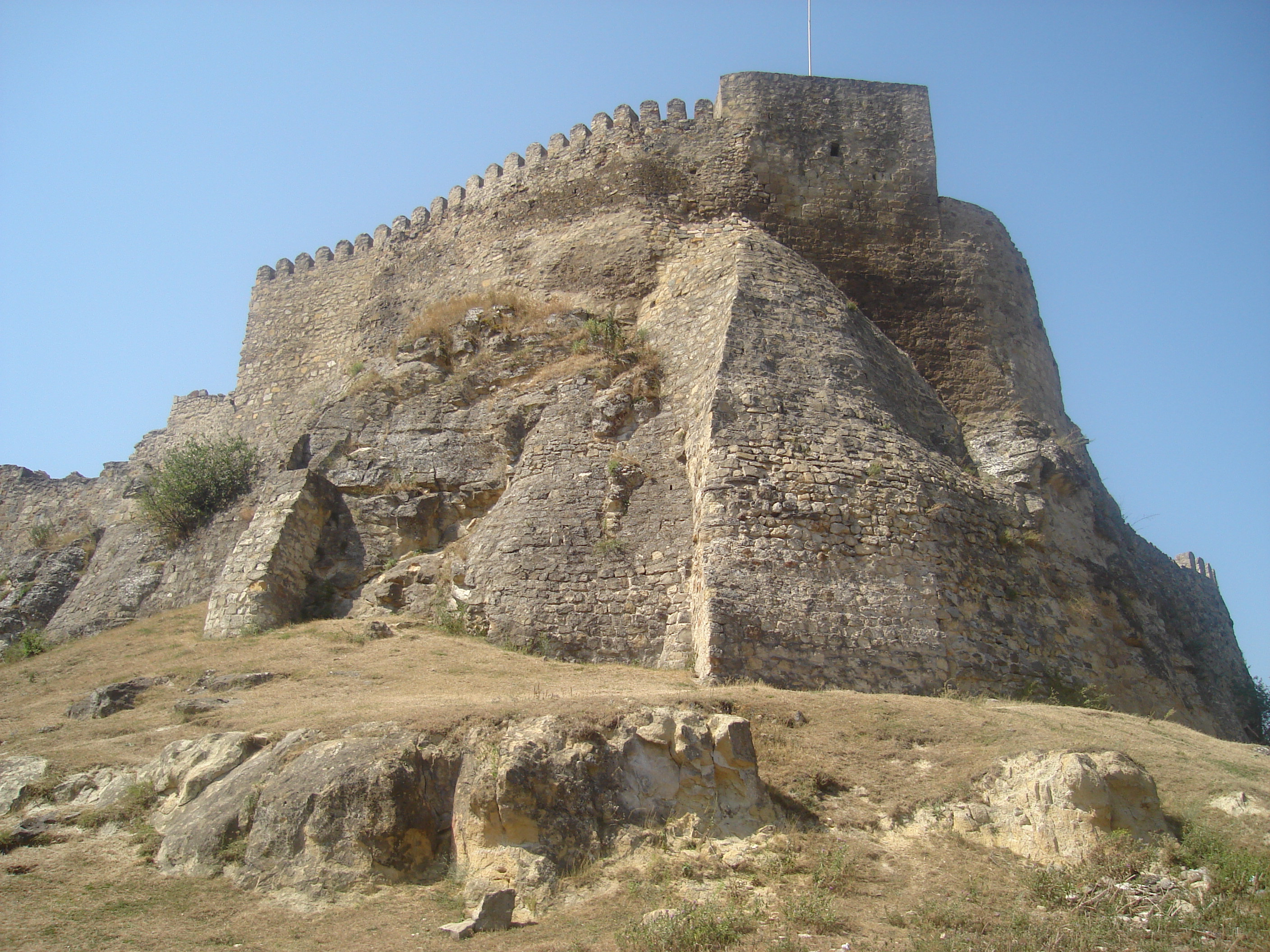
Fortet i Surami är strategiskt placerat på vägen från västra provinsen Imeretien till det östra Kartli-Kakhetien. Det är en vaktpost vid passen i Likhibergen.

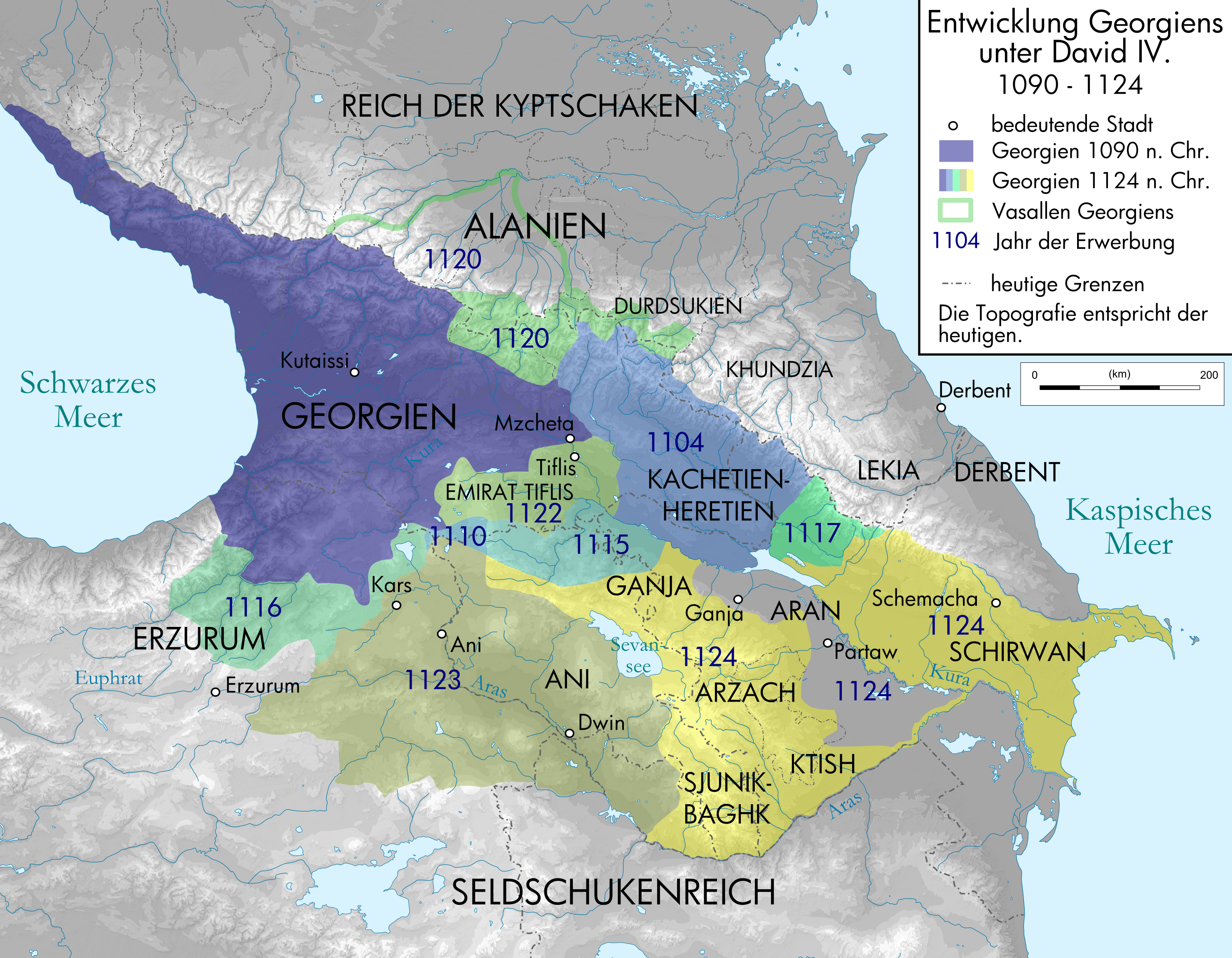
Georgien under Davit Agmashenebeli och hans erövringar. Davit utgick från Kutaisi. Klostret Gelati i Kutaisi är en av de viktigaste platserna för Bagrationidynastin.

På grund av sitt läge mellan olika stormakter har södra Kaukasus alltid varit oroligt. Bysans, Osmanska imperiet och senare Ryssland hade intressen i väster och de iransk-persiska dynastierna hade intressen i öster. I norr växte med tiden grannen Ryssland sig starkt och de konkurrerade med Osmanska imperiet i söder. Således upplevde de kaukasiska småstaterna Shirvan, Armenien, Abkhazien och Kakhetien m.fl. ständiga krig. I Georgiens små furstendömen var det dessutom inbördes strider vid många tillfällen.
Den första Georgiska huvudstaden under den kristna eran var Mtskheta och en av de tidigaste (från ca 280-tal) kungliga dynastierna var de iranska Chosroiderna, vilka accepterade kristendomen på 330-talet.  På 400-talet grundas den nya huvudstaden Tbilisi av kungen Vakhtang Gorgasali. Runt år 472 erövrar Vakhtang Gorgasali västra delen av landet d.v.s. Lazica och Abkhazien. Då var Vakhtang fortfarande lojal med den persiska övermakten i öst. Han byter dock sida och samarbetade sedan istället med Bysans.
Hela perioden fram till arabernas inflytande i regionen är präglad av en dragkamp mellan det kristna väst och det zoroastriska/mazdaistiska öst. Något egentligt Georgien går det inte att tala om förrän runt 1000-talet. Kampen mellan de två religionerna får ett slags crescendo i och med Shushaniks martyrskap år 475. Att vi känner till den historien beror på att det finns en bevarad bok som berättar om hennes död, Heliga drottning Shushaniks martyrskap. Det är den äldsta bok på georgiska språket som finns bevarad. Shushanik torterades och mördades av sin man då hon nekade till att avsäga sig kristendomen och konvertera till zoroastrismen, så som hennes man hade gjort. Hennes man Arsken hade lovat de sasanidiska härskarna att hans fru också skulle konvertera, men hon vägrade. Hennes reliker finns idag i Metekhikyrkan i Tbilisi. Gränserna mellan öst och väst skiftade också. År 591 är t.ex. Mtskheta bysantinskt, men Tbilisi är persiskt.
Under den mycket framgångsrike härskaren i Konstantinopel, Justinianus I (r. 527–565), byggs en stark befästning i Petra (Batumi), varpå Bysans har västra Georgien i ett fast grepp. År 561 undertecknas ett fredsavtal mellan Bysans och Iran, varpå Iran avsäger sig alla anspråk på det som idag är västra Georgien. Den långa maktkampen mellan Bysans och det Sasanidiska imperiet försvagade bägge stormakterna och lämnade dem sårbara, varpå de muslimska/arabiska styrkorna enkelt kunde erövra Iran 640. Samma år besöker de också Sydkaukasus. Därmed inleds den period som i georgisk historieskrivning kallas Araboba.
600-talet och 700-talet var mycket stökiga och khazarerna från Volgaområdet gjorde ständiga inbrytningar. Araberna och Bagdad tog ett allt fastare grepp om de östra delarna av Georgien och Tbilisi under 700 och 800-talet, men de misslyckades med att ta de västra delarna av Sydkaukasus. De var dessutom mest intresserade av städerna och handelsvägarna. Landsbygden fick sköta sig själv och den kristna kulturen överlevde. Den armenisk-georgiska Bagratiddynastin, som skulle spela en stor roll i landets historia ända fram till 1802, lyckades manövrera sig fram till makten genom bl.a. samarbete med araberna och det är under Bagrat III som begreppet Sakartvelo först används år 1008. Det är alltså nu som vi först kan tala om ett Georgien. Bagrat III lyckades ena västra Georgien, som vid denna tid bara kallades Abchazien (Abkhazeti), och östra delen av landet, Kartlien. Den mest östliga provinsen, Kakhetien, lyckades han dock inte införliva. Bagratiderna hade ofta sin huvudstad i Kutaisi.
En intressant episod i Georgien ur ett svenskt perspektiv är inbördeskriget på 1040-talet. Då anlitades svenska legosoldater att strida på Bagrationis sida mot fienden, Liparit Baghvashi av Kldekari, som var allierad med Bysans. Många anser att det följande slaget vid Sasireti (Kaspi) är slutet på vikingatiden i öster, för det är vid Sasireti som Ingvarståget termineras, eftersom Bagrationi förlorade och svenskarna fängslades.
Efter Bysans katastrofala förlust vid Manzikert 1071 upphörde de att vara en maktfaktor i regionen. Det avlöstes av segrarna, det Seljukiska väldet. Denna period kallas Didi turkoba i Georgien, d.v.s. "den stora turkiska invasionen".
Georgien hade sin guldålder från Davit Agmashenebelis seger över seldjukerna vid Didgori 1121 och fram till drottning Tamar Mepes regeringstid 1184–1213, då alla de omgivande staterna i Kaukasus och även Iran tvingades betala tribut. Detta var också en kulturell storhetstid då bl.a. nationaleposet Riddaren i tigerskrud författades av Sjota Rustaveli. (Didgoridagen, 24 januari, är nationell helgdag i Georgien även idag, 2024). Stormaktstiden var dock kort och oredan under Tamars dotter Rusudans regeringstid gjorde att landet förlorade sin position. Mongolerna visar sig i Kaukasus första gången 1220 och de kom att ödelägga östra Georgien fullständigt. Västra Georgien berördes inte. Kartli-Kakheti blev ett tag vasall till Mongolerna som hade en effektiv administration, men de kom inte att upprätta något bestående styre. Därefter följde digerdöden. På slutet av 1300-talet och i början av 1400-talet var det Timur Lenks tur att härja området och det gjorde han vid flera tillfällen.
Under 1400-talet splittrades Georgien i tre större kungadömen och dessutom i ett stort antal relativt självständiga furstendömen. Västra Gorgien utgjordes av Imeretien, men i Mingrelien, Gurien, Svanetien och Abkhazien satt självständiga prinsar. Kartlien och Kakhetien i öster var självständiga.  
Osmanerna hade blivit mäktiga, erövrat stora delar av Europa och Konstantinopel 1453. De kontrollerade Svarta havets kuster helt och hållet. (Det är först i slutet av 1600-talet som det det osmanska väldet börjar försvagas). Samtidigt hade osmanernas rival i öster vuxit fram och mellan 1501 och 1736 styrdes Iran av den Safavidiska shiamuslimska dynastin. Armenien i synnerhet, men även Georgien, blev skådeplats för de två nya stormakternas rivalitet. Tbilisi intas av safaviderna första gången 1536. Iran kom sedan att dominera östra Georgien fram till ryssarnas ankomst 1799. Den västra provinsen Adzjarien blev erövrad av Osmanerna 1614 och de höll det området ända fram till 1800-talet. Först 1878 lämnar de över formellt till Ryssland.
1783 ingås en allians med Ryssland i och med fördraget i Giorgievsk. År 1795 ödeläggs Tbilisi av de iranska Qajarerna utan att Ryssland kommer till undsättning, vilket var inskrivet i avtalet från 1783. Striden vid stadsporten vid Krtsanisi är mycket berömd i Georgien. Då gjorde 300 soldater från Aragvi en heroisk insats till döds, vilket gjorde att kungen Erekle II fick tid att fly till Imeretien. Georgien annekterades slutligen av Kejsardömet Ryssland den 12 september 1801, men ryska trupper hade tågat in i den folktomma ruinstaden Tbilisi redan 1799.

## Modern tid
Efter den ryska revolutionen förklarade det georgiska mensjevikpartiet landet självständigt 1917. Under en kort period år 1918 var landet en del av Transkaukasiska demokratiska federativa republiken men den 26 maj 1918 drog sig Georgien ur federationen. Landet var sedan självständigt för en kort tid fram till 1921, under namnet Demokratiska republiken Georgien, då det invaderades av Röda armén. Georgien var mellan 1922 och 1991 en del av Sovjetunionen. År 1936 blev det en självständig sovjetrepublik i Sovjetunionen, Georgiska SSR, vars främste ledare då var Lavrentij Berija (1899–1953). Under sovjettiden var Georgien känt för sitt vin och sitt kök. Mat och dryckeskulturen är fortfarande av världsklass. Den absolut mest kända personen från Georgien är (var) förmodligen Josef Stalin (1878–1953). Den näst mest kända personen är troligen Vladimir Majakovskij (1893–1930).
Landet blev självständigt 1991 under ledning av Zviad Gamsachurdia. Från 1992 leddes det självständiga Georgien av den förre sovjetiske utrikesministern Eduard Sjevardnadze, som störtades 2003 i en fredlig folkresning, "Rosenrevolutionen".
Året därpå, den 25 januari 2004, tillträdde Micheil Saakasjvili som ny president och han satt kvar på posten till 2012. Regionerna Abchazien och Sydossetien hävdade samtidigt självständighet från Georgien. I augusti 2008 invecklades landet i krigshandlingar med ryska trupper om Sydossetien.
I oktober 2012 vann oppositionskoalitionen Georgisk dröm  parlamentsvalet. President Saakashvili erkände att hans regeringsparti förlorade valet.I oktober 2013 var det åter presidentval. Presidenten Micheil Saakasjvili hade styrt landet sedan 2003, i två mandatperioder, och kunde inte ställa upp för omval. Efter parlamentsvalet i oktober 2012 styrdes landet av koalitionen "Georgiens dröm", under ledning av premiärministern och miljardären Bidzina Ivanisjvili.  Presidentvalet  vanns av  Giorgi Margvelasjvili, som var kandidat för Ivanisjvilis regerande koalition.
I oktober 2018 valde georgierna en ny president för de kommande sex åren. Den självständiga presidentkandidaten Salomé Zurabisjvili blev därmed Georgiens första kvinnliga president. Dåvarande presidenten, Giorgi Margvelashvili, ställde inte upp till omval och det regerande partiet, Georgisk dröm,  nominerade inte  någon annan kandidat. I stället stödde Georgisk dröm den självständige kandidaten Zurabishvili. Presidenten har numera bara en symbolisk makt.  Det regerande partiet flyttade  över all politisk makt till parlamentet och premiärministern. Presidenten hade blivit en galjonsfigur. Politiken i Georgien präglas i hög grad av oligarken Bidzina Ivanishvilis inflytande. Han styr landet bakom kulisserna. Ivanishvili satt själv ett år som premiärminister och när han avgick år 2013 tillsatte han sina förtrogna på viktiga poster inom administrationen. I november 2020  vann det styrande regeringspartiet Georgisk dröm åter parlamentsvalet i Georgien. Oppositionspartiet Förenade nationella rörelsen (UNM)  accepterade inte valresultatet.